# Fridrich Vilém III.
Fridrich Vilém III. (německy Friedrich Wilhelm III.) (3. srpna 1770, Postupim, Prusko – 7. června 1840, Berlín, Prusko) byl v letech 1797 až 1840 pátý pruský král a braniborský markrabě, a jako Fridrich Vilém IV. v letech 1797 až 1806 braniborský kurfiřt. Pocházel z rodu Hohenzollernů.

## Život

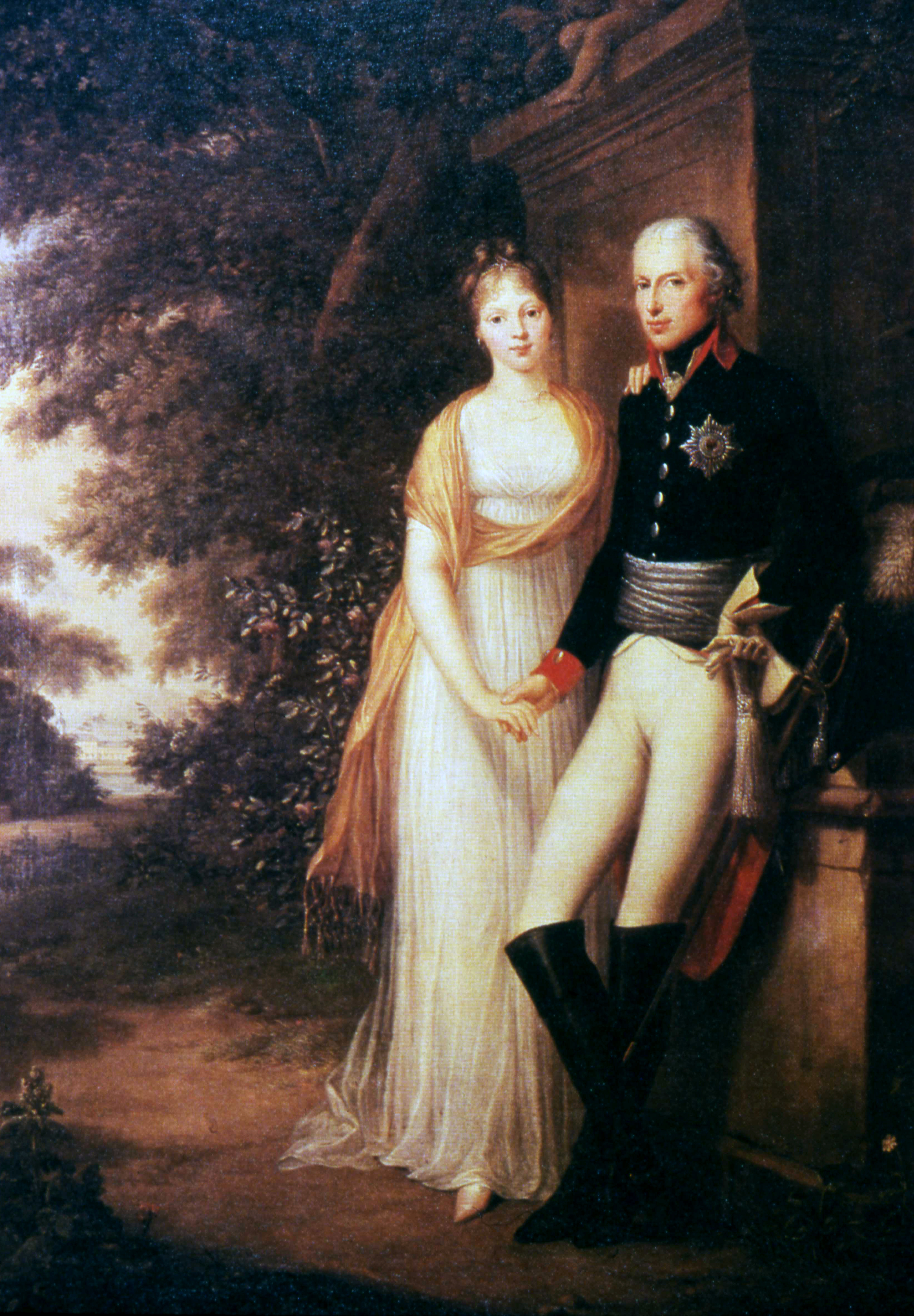
Fridrich Vilém s manželkou Luisou.

Narodil se roku 1770 v Postupimi jako syn pruského krále a braniborského kurfiřta Fridricha Viléma II. a Frederiky Hesensko-Darmstadtské. Během svého dětství se projevoval jako stydlivý a zdrženlivý chlapec, což bylo přičiněno jeho málomluvností, vypouštěním zájmen a používáním skrovné vojenské řeči.
Dne 24. prosince 1793 se oženil s Luisou Meklenbursko-Střelickou, s níž měl deset dětí. Ve svém paláci v ulici Unter den Linden v Berlíně vedl korunní princ měšťanský život v bezproblémovém manželství. Tohoto životního stylu se nevzdal ani po korunovaci na pruského krále v roce 1797. Protivil se mu morální úpadek na dvoře jeho otce (hlavně intriky a aféry), proto se zde pokusil o obnovu mravnosti. Toto úsilí šlo dokonce tak daleko, že nechal téměř okamžitě po svém nástupu na trůn odstranit sochu Johanna Gottfrieda Schadowa, na které byly znázorněny jeho manželka a její sestra (Frederika Meklenbursko-Střelická). Nadto také neprojevoval mnoho zájmu pro umění a literaturu.
Po předčasné smrti královny Luisy v roce 1810 se dlouho neoženil, až v roce 1824 uzavřel morganatický sňatek s hraběnkou Augustou von Harrach; toto manželství zůstalo bezdětné.

## Války s Francií
Jeho politika byla stejně jako on sám zdrženlivá a nevýrazná. Reformy probíhaly jen velmi pomalu a jeho neutrální politika na mezinárodní scéně byla neúspěšná, jelikož Francie stále okupovala levobřežní území Rýna. Navíc se vytvořila koalice Velké Británie, Ruska a Rakouska, která následně zahájila tzv. druhou koaliční válku. Francie sice vyšla z této války oslabena, ale její vliv na Prusko stále rostl. Německo bylo v následujících letech Francií značně přetvořeno. V rámci tzv. mediatizace německých zemí zaniklo mnoho malých státečků a svobodných měst. Zpočátku Prusko profitovalo ze své neutrality, z Napoleonovy vůle mělo dokonce obdržet anglické Hannoversko, postupně se ale dostalo do mezinárodní izolace. Přestože Francie nakonec porušila i neutralitu severoněmeckých států, zastával Fridrich Vilém stále stejnou politiku a přispěl tak k úpadku Svaté říše římské a nepřímo také k vítězství Francie nad Ruskem a Rakouskem.
V roce 1806 se zavázal Rusku, že neposkytne Napoleonovi vojáky pro jeho plánovaný vpád do této země. Později vydal Francii ultimátum, ve kterém stanovil požadavek na stažení všech francouzských vojsk z jižního Německa. Toto ultimátum přišlo v době po porážce Rakušanů a Rusů v bitvě u Slavkova a francouzského triumfu, proto ho Napoleon ignoroval a místo toho vyhlásil dne 9. října 1806 Prusku válku. V bitvě u Saalfeldu z 10. října téhož roku padl u dvora velmi vlivný princ Ludvík Ferdinand, synovec Fridricha II. V následující bitvě u Jeny byla pruská armáda zničena a Fridrich Vilém musel uprchnout do Memelu ve Východním Prusku. Dne 9. července 1807 byl nucen podepsat tzv. Tylžský mír, ve kterém ztratilo Prusko všechna území západně od řeky Labe a také velkou část území, získaného během dělení Polska.
Tento úpadek pruského státu byl vhodným momentem pro zavedení reforem, které Fridrich Vilém začal jen s velkou nechutí. Tyto reformy však byly výrazně prosazovány politiky, jako byli Karl August von Hardenberg, Heinrich Friedrich Karl vom und zum Stein, Wilhelm von Humboldt, a vojáky, mezi nimiž figurovali August Neidhardt von Gneisenau a Gerhard von Scharnhorst. Situace země, ale také vztah mezi lidem a králem se v důsledku těchto změn citelně zlepšily.
Dne 24. února 1812 musel na nátlak Francouzů vstoupit do válečného stavu s Ruskem. Prusko vypravilo kontingent svých vojáků, který se účastnil po boku Grande Armée Napoleonova tažení do Ruska. Nutná potřeba vojáků vedla v Prusku k vyhlášení branné povinnosti „po dobu války“ ze dne 9. února 1813, která však zůstala později zachována. Po pohromě napoleonské armády při ruském tažení vyhlásil Fridrich Vilém 16. března 1813 Francii válku. Na pruskou armádu, reorganizovanou branným zákonem z roku 1814, uvolnil velké finanční prostředky. Např. 11. března 1815 vydal Příkaz na znovuopevnění města Koblenze a pevnosti Ehrenbreitstein (Order zur Neubefestigung der Stadt Coblenz und der Festung Ehrenbreitstein), na jehož základě vznikla koblenzská pevnost, jeden z nejrozsáhlejších pevnostních systémů v Evropě, postavená podle nejmodernějších způsobů.

## Reformy
Zanedbáno za jeho vlády nebylo ani školství. Dne 11. srpna 1806 nařídil založení prvního pruského ústavu pro slepce. V roce 1810 byla založena Wilhelmem Humboldtem první berlínská Univerzita Fridricha Viléma (Friedrich-Wilhelms-Universität, dnes Humboldtova univerzita v Berlíně), následujícího roku Slezská univerzita Fridricha Viléma ve Vratislavi (Schlesische Friedrich-Wilhelms-Universität, dnes Vratislavská univerzita) a také Rýnská univerzita Fridricha Viléma v Bonnu (Rheinische Friedrich-Wilhelms-Universität, dodnes stejný název).
V roce 1817 pak sjednotil kalvinisty a luterány do tzv. Unie (Evangelische Kirche in Preußen). Dne 11. března 1812 bylo z iniciativy krále na 30 000 pruských Židů zrovnoprávněno díky tzv. Judenediktu s křesťanským obyvatelstvem.

## Vývod z předků
|                     |                                                 |  |                                     |                                           |  |  |  |  |  |  |  | Fridrich I. Pruský |
|                     |                                                 |  |                                     |                                           |  |  |  |  |  |  |  |                    |
|                     | Fridrich Vilém I.                               |  |                                     |                                           |  |  |  |  |  |  |  |                    |
|                     |                                                 |  |                                     |                                           |  |  |  |  |  |  |  |                    |
|                     |                                                 |  |                                     | Žofie Šarlota Hannoverská                 |  |  |  |  |  |  |  |                    |
|                     |                                                 |  |                                     |                                           |  |  |  |  |  |  |  |                    |
|                     | August Vilém Pruský                             |  |                                     |                                           |  |  |  |  |  |  |  |                    |
|                     |                                                 |  |                                     |                                           |  |  |  |  |  |  |  |                    |
|                     |                                                 |  |                                     | Jiří I. Anglický                          |  |  |  |  |  |  |  |                    |
|                     |                                                 |  |                                     |                                           |  |  |  |  |  |  |  |                    |
|                     | Žofie Dorotea Hannoverská                       |  |                                     |                                           |  |  |  |  |  |  |  |                    |
|                     |                                                 |  |                                     |                                           |  |  |  |  |  |  |  |                    |
|                     |                                                 |  |                                     | Žofie Dorotea z Celle                     |  |  |  |  |  |  |  |                    |
|                     |                                                 |  |                                     |                                           |  |  |  |  |  |  |  |                    |
|                     | Fridrich Vilém II.                              |  |                                     |                                           |  |  |  |  |  |  |  |                    |
|                     |                                                 |  |                                     |                                           |  |  |  |  |  |  |  |                    |
|                     |                                                 |  |                                     | Ferdinand Albert I. Brunšvický            |  |  |  |  |  |  |  |                    |
|                     |                                                 |  |                                     |                                           |  |  |  |  |  |  |  |                    |
|                     | Ferdinand Albert II. Brunšvicko-Wolfenbüttelský |  |                                     |                                           |  |  |  |  |  |  |  |                    |
|                     |                                                 |  |                                     |                                           |  |  |  |  |  |  |  |                    |
|                     |                                                 |  |                                     | Kristína Hesenská                         |  |  |  |  |  |  |  |                    |
|                     |                                                 |  |                                     |                                           |  |  |  |  |  |  |  |                    |
|                     | Luisa Amálie Brunšvicko-Wolfenbüttelská         |  |                                     |                                           |  |  |  |  |  |  |  |                    |
|                     |                                                 |  |                                     |                                           |  |  |  |  |  |  |  |                    |
|                     |                                                 |  |                                     | Ludvík Rudolf Brunšvicko-Lüneburský       |  |  |  |  |  |  |  |                    |
|                     |                                                 |  |                                     |                                           |  |  |  |  |  |  |  |                    |
|                     | Antonie Amálie Brunšvicko-Wolfenbüttelská       |  |                                     |                                           |  |  |  |  |  |  |  |                    |
|                     |                                                 |  |                                     |                                           |  |  |  |  |  |  |  |                    |
|                     |                                                 |  |                                     | Kristýna Luisa Öttingenská                |  |  |  |  |  |  |  |                    |
|                     |                                                 |  |                                     |                                           |  |  |  |  |  |  |  |                    |
| Fridrich Vilém III. |                                                 |  |                                     |                                           |  |  |  |  |  |  |  |                    |
|                     |                                                 |  |                                     |                                           |  |  |  |  |  |  |  |                    |
|                     |                                                 |  | Arnošt Ludvík Hesensko-Darmstadtský |                                           |  |  |  |  |  |  |  |                    |
|                     |                                                 |  |                                     |                                           |  |  |  |  |  |  |  |                    |
|                     | Ludvík VIII. Hesensko-Darmstadtský              |  |                                     |                                           |  |  |  |  |  |  |  |                    |
|                     |                                                 |  |                                     |                                           |  |  |  |  |  |  |  |                    |
|                     |                                                 |  |                                     | Dorotea Šarlota Braniborsko-Ansbašská     |  |  |  |  |  |  |  |                    |
|                     |                                                 |  |                                     |                                           |  |  |  |  |  |  |  |                    |
|                     | Ludvík IX. Hesensko-Darmstadtský                |  |                                     |                                           |  |  |  |  |  |  |  |                    |
|                     |                                                 |  |                                     |                                           |  |  |  |  |  |  |  |                    |
|                     |                                                 |  |                                     | Johan Reinhard III. Hanau-Lichtenberský   |  |  |  |  |  |  |  |                    |
|                     |                                                 |  |                                     |                                           |  |  |  |  |  |  |  |                    |
|                     | Šarlota z Hanau-Lichtenbergu                    |  |                                     |                                           |  |  |  |  |  |  |  |                    |
|                     |                                                 |  |                                     |                                           |  |  |  |  |  |  |  |                    |
|                     |                                                 |  |                                     | Dorotea Frederika Braniborsko-Ansbašská   |  |  |  |  |  |  |  |                    |
|                     |                                                 |  |                                     |                                           |  |  |  |  |  |  |  |                    |
|                     | Frederika Luisa Hesensko-Darmstadtská           |  |                                     |                                           |  |  |  |  |  |  |  |                    |
|                     |                                                 |  |                                     |                                           |  |  |  |  |  |  |  |                    |
|                     |                                                 |  |                                     | Kristián II. Zweibrückensko-Birkenfeldský |  |  |  |  |  |  |  |                    |
|                     |                                                 |  |                                     |                                           |  |  |  |  |  |  |  |                    |
|                     | Kristián III. Falcko-Zweibrückenský             |  |                                     |                                           |  |  |  |  |  |  |  |                    |
|                     |                                                 |  |                                     |                                           |  |  |  |  |  |  |  |                    |
|                     |                                                 |  |                                     | Kateřina Agáta Rappoltsteinská            |  |  |  |  |  |  |  |                    |
|                     |                                                 |  |                                     |                                           |  |  |  |  |  |  |  |                    |
|                     | Karolína Falcko-Zweibrückenská                  |  |                                     |                                           |  |  |  |  |  |  |  |                    |
|                     |                                                 |  |                                     |                                           |  |  |  |  |  |  |  |                    |
|                     |                                                 |  |                                     | Ludvík Crato Nasavsko-Saarbrückenský      |  |  |  |  |  |  |  |                    |
|                     |                                                 |  |                                     |                                           |  |  |  |  |  |  |  |                    |
|                     | Karolína Nasavsko-Saarbrückenská                |  |                                     |                                           |  |  |  |  |  |  |  |                    |
|                     |                                                 |  |                                     |                                           |  |  |  |  |  |  |  |                    |
|                     |                                                 |  |                                     | Filipína Henrieta z Hohenlohe-Langenburgu |  |  |  |  |  |  |  |                    |
|                     |                                                 |  |                                     |                                           |  |  |  |  |  |  |  |                    |